# Kronik
Pour les articles homonymes, voir Kronik (homonymie).
Ne doit pas être confondu avec Kronig.
Albums de Voivod
Phobos (album)
(1997) Voivod Lives
(2000)
Kronik est un album de compilation du groupe québécois Voivod. L'album contient trois remix de trois de leurs chansons, quatre chansons inédites (trois qui étaient parues sur la version limitée de leur album Negatron ainsi que la chanson Ion qui faisait partie de la bande sonore du film Heavy Metal 2000) et enfin 4 titres enregistrés lors d'une série de concerts donnés par le groupe lors de la tournée promotionnelle de l'album Negatron, en 1995. Malgré quelques bonnes critiques, l'album est moins apprécié par les partisans du groupe qui critiquent surtout le niveau faible des remix, complètement inutiles à leur goût. La chanson Ion est en revanche jugée comme une des meilleures chansons du groupe avec Eric Forrest.
À la sortie de l'album, l'autobus du groupe, qui se dirigeait vers le Wacken Open Air en Allemagne où le groupe allait se produire, eut un accident grave. Le chanteur Eric Forrest fut touché et resta dans le coma. À son réveil, l'ambiance entre lui et les deux autres membres du groupe était tendue, le chanteur voulant poursuivre en justice les deux autres membres au regard des conséquences de cet accident tragique et sous la responsabilité du groupe et du personnel employé. Le groupe enregistra encore quelques titres en vue d'un troisième album studio avec Eric Forrest, mais cela prit beaucoup trop de temps et l'ambiance se dégrada. Le groupe sortit alors l'album Voivod Lives en attendant, avant de se décider de se séparer du chanteur Eric Forrest en 2001. Le groupe se sépara temporairement avant que l'ancien chanteur Denis Bélanger ne décide de revenir et de recommencer à zéro avec le groupe. Avec le soutien de Jason Newsted, surnommé Jasonic, le groupe se mit à l'enregistrement d'un nouvel album studio qui sortit finalement après sept ans de pause : Voivod (album).

## Membres du groupe
- Eric (E-Force) Forrest : Voix et guitare basse
- Denis (Piggy) D'amour : Guitare
- Michel (Away) Langevin : Batterie

## Liste des morceaux
1. Forlorn (remix) 6:55
2. Nanoman (remix) 5:28
3. Mercury (remix) 5:50
4. Vortex 4:39
5. Drift 5:37
6. Erosion 4:31
7. Ion 4:32
8. Project X (live en Allemagne) 4:46
9. Cosmic Conspiracy (live en Allemagne) 7:30
10. Astronomy domine (live en Allemagne, reprise de Pink Floyd) 5:48
11. Nuclear war (live en Allemagne) 5:03